# Atalantia stenocarpa
Atalantia stenocarpa är en vinruteväxtart som beskrevs av Emmanuel Drake del Castillo. Atalantia stenocarpa ingår i släktet Atalantia och familjen vinruteväxter. Inga underarter finns listade i Catalogue of Life.